# Springer (späckhuggare)

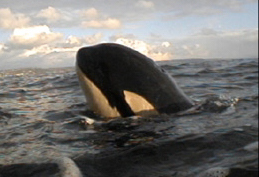
Springer i Pugetsundet.

Springer, född 1999 eller 2000, är en späckhuggare som kom vilse från sin familj och blev hittad ensam 2002 nära Vashon Island i Pugetsundet. Valen fångades in och släpptes sedan för en återförening med familjen. Återföreningen blev lyckad och 2013 såg man henne med en kalv.